# شهرستان باتلر (اوهایو)
شهرستان باتلر، اوهایو (به انگلیسی: Butler County, Ohio) یک سکونتگاه مسکونی در ایالات متحده آمریکا است که در اوهایو واقع شده‌است.